# Kleptochthonius proximosetus
Kleptochthonius proximosetus es una especie de arácnido  del orden Pseudoscorpionida de la familia Chthoniidae.

## Distribución geográfica
Se encuentra en Virginia (Estados Unidos).